# Ján Martin Novacký
Ján Martin Novacký (ur. 19 listopada 1899 w Twardoszynie, zm. 16 sierpnia 1956 w Sliaču) – słowacki botanik.
Kształcił się na Wydziale Filozoficznym Królewskiego Uniwersytetu Węgierskiego oraz na Wydziale Nauk Przyrodniczych Uniwersytetu Karola w Pradze.
W 1945 r. został mianowany docentem botaniki w Słowackiej Wyższej Szkole Techniki w Bratysławie. Po ustanowieniu samodzielnej Wyższej Szkoły Inżynierii Rolniczej i Leśnej w Koszycach został tam zatrudniony jako profesor uniwersytecki, a od 1 grudnia 1946 r. pełnił funkcję rektora. W 1950 r. przeniósł się na Wydział Pedagogiczny Uniwersytetu Komeńskiego w Bratysławie, a następnie na Wydział Nauk Przyrodnicznych Uniwersytetu Karola, gdzie objął Katedrę Botaniki. Prowadził wykłady m.in. z zakresu botaniki ogólnej oraz anatomii i morfologii roślin.

## Publikacje
- Novacký, M. J.: 1942, Šúr pri Svätom Jure. Výr. Zpr. Štát. Slov. Cvič. Gymn. Bratislava 7 (1941 – 1942). Sep., p. 1 – 12.
- Novacký, M. J.: 1946, Fytogeografický obraz Hornej Nitry.
- Novacký, M. J.: 1948, Vegetačné pomery Revana a Kľaku v Malej Fatre.
- Novacký, M. J.: 1949, Rastlinopis pre II. triedu stredných škôl. Štát. nakl. Bratislava, 153 pp.